# Diatrypella rhois
Diatrypella rhois är en svampart som först beskrevs av Ludwig David von Schweinitz, och fick sitt nu gällande namn av Ellis & Everh. 1892. Diatrypella rhois ingår i släktet Diatrypella och familjen Diatrypaceae.   Inga underarter finns listade i Catalogue of Life.